# Station Hamburg Elbgaustraße
Station Hamburg Elbgaustraße (Bahnhof Hamburg Elbgaustraße, kort Bahnhof Elbgaustraße) is een spoorwegstation in het stadsdeel Eidelstedt van de Duitse plaats Hamburg, in de gelijknamige stadstaat. Het station is onderdeel van de S-Bahn van Hamburg.

## Geschiedenis
Het station is geopend met de nieuwbouw van de spoorlijn Hamburg Holstenstraße - Pinneberg, die hoofdzakelijk parallel langs de spoorlijn Hamburg-Altona - Kiel is gebouwd. Aan de Elbgaustraße werd daarbij het bestaande station tot een S-Bahnstation omgebouwd. Bij de opening van het eerste trajectdeel op 26 september 1965 was de Elbgaustraße het eindpunt van de S-Bahn. Vanaf 22 september 1967 rijden de treinen verder naar Pinneberg.

## Uitrusting
Het station beschikt over een overkapt eilandperron, dat vanaf de Elbgaustraße via één ingang bereikt kan worden. Een traploze toegang tot het perron is mogelijk. In de omgeving van het station zijn er bushaltes en fietsenstallingen.
Noordwestelijk van het station zijn er twee opstelterreinen, inclusief onderhoudscentra. Eén is het ICE Betriebswerk Eidelstedt, waar ICE-treinen klein en groot onderhoud kunnen krijgen. Tevens is hier een opstelterrein voor de S-Bahn en keren hier de treinen van de lijn S5.

## Treinverbindingen
De volgende S-Bahnlijnen doen station Elbgaustraße aan:
| Serie | Treinsoort        | Route | Bijzonderheden |
| ----- | ----------------- | --- | -------------- |
|       | S-Bahn (DB Regio) | Pinneberg – Elbgaustraße – Eidelstedt – Altona – Hauptbahnhof – Harburg – Harburg Rathaus – Neugraben          |                |
|       | S-Bahn (DB Regio) | Elbgaustraße – Eidelstedt – Dammtor – Hauptbahnhof – Harburg – Harburg Rathaus – Neugraben – Buxtehude – Stade |                |

Hamburg-Altona ·
Hamburg Diebsteich ·
Hamburg-Langenfelde · 
Hamburg-Stellingen ·
Hamburg-Eidelstedt ·
Hamburg Elbgaustraße ·
Krupunder ·
Halstenbek ·
Thesdorf ·
Pinneberg ·
Prisdorf ·
Tornesch ·
Elmshorn ·
Horst (Holst) ·
Dauenhof ·
Wrist ·
Brokstedt ·
Neumünster ·
Einfeld ·
Bordesholm ·
Flintbek ·
Kiel Hauptbahnhof